# QuizNow
QuizNow（クイズナウ）とは、iOS向けのリアルタイム対戦クイズアプリ。利用にはTwitterあるいはFacebookのアカウントが必要である。

## 概要
従来のクイズゲームとは異なり、カルトQのように特定のジャンルにおける深い知識を問うクイズである。公式では100種類以上のトピックがあるとしているが、実際はそれ以上存在する。